# Ludwigshof (Enzersdorf an der Fischa)
Der Ludwigshof ist ein Gutshof in Enzersdorf an der Fischa in Niederösterreich.
Der Ludwigshof wurde zwischen 1790 und 1792 als Wirtschaftshof des Schlosses Enzersdorf errichtet, befindet sich heute in Privatbesitz und wird als Rennpferdebetrieb geführt.
In der Schlacht bei Schwechat des Wiener Oktoberaufstandes von 1848 war der Ludwigshof der äußerste Punkt, den die ungarischen Husaren an diesem Tag erreichten. Am 20. Juni 1914 ereignete sich in unmittelbarer Nähe die Körting-Katastrophe, der Zusammenstoß und Absturz des Militärluftschiffs M.III Körting mit einem Militärflugzeug.

## Lage
- Lage auf ÖK 50

Koordinaten: 48° 4′ 36,1″ N, 16° 38′ 24″ O